# Mary Shelley
Mary Wollstonecraft Shelley (30 tháng 8 năm 1797 – 1 tháng 2 năm 1851) là một nhà văn người Anh, bà nổi tiếng thế giới vì là tác giả của tiểu thuyết nổi tiếng: Frankenstein, or The Modern Prometheus, lại vừa là vợ của nhà thơ lãng mạn Percy Bysshe Shelley.

## Tiểu sử
Mary Shelley (tên trước khi lấy chồng: Mary Wollstonecraft Godwin) sinh ở Somers Town, London, là con gái của William Godwin – là nhà triết học và nhà văn nổi tiếng ở Anh. Mẹ mất sau khi sinh Mary được 11 ngày nên bố phải gửi cho người khác nuôi, vì sau đó ông còn lấy vợ khác. Nhờ sự chỉ dẫn của bố nên Mary được học ở những trường tốt nhất thời đó. Mary gặp Percy Shelly ở cửa hàng sách của bố và sau đó Percy thường xuyên qua lại cửa hàng này. Mùa hè năm 1814 họ yêu nhau và cùng bỏ trốn sang Pháp. Đây là lần bỏ đi thứ hai của Percy Shelly. Lần thứ nhất ông cùng Harriet Westbrook bỏ nhà đi sang Edinburgh. Hai năm sau, khi người vợ thứ nhất của Percy chết, họ làm đám cưới. Mary và Percy có 4 đứa con nhưng 3 đứa chết khi còn nhỏ.
Năm 1818 Percy và Mary sang sống ở Ý. Percy cảm thấy hài lòng với người vợ thứ hai của mình, Mary có thể cảm nhận thơ ca và hiểu triết học của Percy, mặc dù Mary từ chối lời đề nghị của chồng chia sẻ tình yêu với một người bạn của ông. Mary hiểu rằng lòng chung thủy với những lý tưởng tình yêu của Percy luôn mâu thuẫn với niềm khát khao nội tại hướng tới một tình yêu chân chính như ông vẫn thường viết trong những tác phẩm thơ và triết học của mình. Năm 1822, Percy gặp nạn trên biển, con tim của ông được Mary mang theo mình cho đến hết đời.
Mary viết tiểu thuyết Frankenstein, or The Modern Prometheus khi bà mới 19 tuổi, in thành sách năm 1818. Đây là câu chuyện về chàng sinh viên Victor Frankenstein tạo ra một sinh vật từ nội tạng của người đã chết. Frankenstein làm cho sinh vật này trở nên sống động rồi đuổi đi. Sự lưu đày và lòng hận thù làm cho sinh vật này quyết định trả thù bằng cách giết chết vợ của người tạo ra mình và sau đó là giết chính Frankenstein.Mary Shelley đã lấy ý tưởng trong một lần đi nghỉ mát với Percy,nhà thơ Byron và bác sĩ John Polidori bên hồ Geneva,Thụy Sĩ.Byron đã đặt ra cuộc thi viết truyện kinh dị giữa bốn người.Trong một đêm đen đầy sấm chớp,Mary đã nằm mơ thấy một cảnh tượng mà sau này trở thành khung cảnh nổi tiếng của Frankenstein:Một chàng sinh viên đang quỳ gối trước một tạo vật mang hình dáng một người đàn ông ghép từ các bộ phận từ những cơ thể khác nhau.Và thế là Frankenstein ra đời.
Sau khi chồng mất, bà trở về Anh và viết tiếp 5 tiểu thuyết nữa, trong số này nổi tiếng nhất có The Last Man (1826) viết về sự diệt vong của loài người trong thế kỷ XXI vì một trận dịch bí ẩn. Ngoài tiểu thuyết, bà còn viết truyện, nhật ký và tiểu sử tự thuật.
Mary Shelley mất ở London năm 1851.

## Tác phẩm
- History of a Six Weeks' Tour (1817)
- Frankenstein or The Modern Prometheus (1818)
- Valperga or The Life and Adventures of Castrussio, Price of Lucca (1823)
- The Last Man (1826)
- The Fortunes of Perkin Warbeck (1830)
- Rambles in Germany and Italy in 1840, 1842 and 1843 (1844)
- Perkin Warbeck (1830)
- Lodore (1835)
- Falkner (1837)
- Holland (1817)
- Rambles in Germany and Italy (1844)